# Joy to the World
"Joy to the World" é uma cantiga de natal cristã. As palavras são do escritor inglês Isaac Watts, baseada no Salmo 98 da Bíblia. A canção foi publicado pela primeira vez em 1719 na coleção de Watts; The Psalms of David: Imitated in the language of the New Testament, and applied to the Christian state and worship. Watts escreveu as palavras de "Joy to the World" como um hino glorificando a volta triunfante de Cristo no final dos tempos, ao invés de uma canção de Natal celebrando sua primeira vinda como um bebê nascido em um estábulo. Apenas a segunda metade da letra de Watts são usadas hoje em dia.

## Versão de Mariah Carey
"Joy to the World" foi interpretada pela cantora estadunidense Mariah Carey, lançada como single promocional em novembro de 1994. No ano seguinte, lançado como single comercial na Austrália. Havia vários club mixes da canção, e um vídeo remix.

### Formatos e faixas
5" CD-Single autraliano
1. "Joy to the world" (versão do LP)
2. "Joy to the world" (Celebration Mix)
3. "Joy to the world" (Flava Mix)
4. "Joy to the world" (Club Mix)
5. "All I want for Christmas is you"

5" CD-Single americano
1. "Joy to the world" (versão do LP)
2. "Joy to the world" (Celebration Mix Edit)

12" vinil maxi-single americano
1. "Joy to the world" (Celebration Mix)
2. "Joy to the world" (Flava Mix)
3. "Joy to the world" (Club Mix)
4. "Joy to the world" (Crash Dub Crash)
5. "Joy to the world" (versão do LP)

### Gráficos semanais
| Parada musical (1994)                | Melhor posição |
| ------------------------------------ | -------------- |
| Estados Unidos (Hot Dance Club Play) | 17             |
| Parada musical (1995)                | Melhor posição |
| Austrália (Australian Singles Chart) | 33             |